# ISO 3166-2:AG
ISO 3166-2:AG is een ISO-standaard met betrekking tot de zogenaamde geocodes. Het is een subset van de ISO 3166-2 tabel, die specifiek betrekking heeft op Antigua en Barbuda.
De gegevens werden tot op 29 oktober 2014 geüpdatet op het ISO Online Browsing Platform (OBP). Hier worden 2 dependenties - dependency (en) / dépendance (fr) - en 6 parochies - parish (en) / paroisse (fr) - gedefinieerd.
Volgens de eerste set, ISO 3166-1, staat AG voor het land, het tweede gedeelte is een tweecijferige code.

## Codes
| Code  | Naam         | Categorie   |
| ----- | ------------ | ----------- |
| AG-10 | Barbuda      | dependentie |
| AG-11 | Redonda      | dependentie |
| AG-03 | Saint George | parochie    |
| AG-04 | Saint John   | parochie    |
| AG-05 | Saint Mary   | parochie    |
| AG-06 | Saint Paul   | parochie    |
| AG-07 | Saint Peter  | parochie    |
| AG-08 | Saint Philip | parochie    |